# Черношапочный скрытохвост
Черношапочный скрытохвост или красноногий криптуреллус (лат. Crypturellus atrocapillus) — птица семейства тинаму, обитающая в Южной Америке.

## Описание
Черношапочный скрытохвост имеет длину примерно 28—30 сантиметров. Его верхние части коричневого цвета, пятнистые. Шея красноватая.

## Поведение
Как и другие тинаму, черношапочный скрытохвост ест фрукты с земли или с низкорастущих кустарников. Они также едят небольшое количество беспозвоночных, цветочных почек, нежных листьев, семян и корней. Самцы насиживают яйца, которые могут поступать от 4 разных самок, а затем поднимут их, пока они не будут готовы к самостоятельному уходу, обычно через 2—3 недели.

## Места обитания
Черношапочный скрытохвост встречается во влажных лесных низменностях в субтропических и тропических районах на высоте до 900 метров. Этот вид является родным для юго-восточного Перу и северной Боливии. Недавно был зарегистрирован в Бразилии.

## Классификация
Международный союз орнитологов выделяет два подвида:
- Crypturellus atrocapillus atrocapillus (Tschudi, 1844)
- Crypturellus atrocapillus garleppi (Berlepsch, 1892)